# François-Xavier Vogt
Pour les articles homonymes, voir Vogt.
François-Xavier Vogt (né le 3 décembre 1870 à Marlenheim en Alsace alors sous domination allemande, et mort à Yaoundé au Cameroun le 4 mars 1943) est un évêque catholique français, membre de la congrégation du Saint-Esprit, vicaire apostolique de Yaoundé de 1923 à sa mort.

## Biographie
Très jeune, François Xavier Vogt est envoyé faire des études à l'école apostolique de Beauvais, où il doit apprendre le français et le latin. Ordonné le 28 octobre 1899, il est nommé à la demande de la province spiritaine d'Allemagne au petit scolasticat de Knechtsteden en 1902.
En 1906, à 35 ans, il est nommé évêque titulaire (ou in partibus) de Celenderis (de), vicaire apostolique de la nouvelle circonscription du Zanguebar central avec comme siège Bagamoyo, en Afrique orientale allemande (à présent Tanzanie), en face de Zanzibar. Il est consacré le 14 octobre 1906 par le cardinal Anton Hubert Fischer, archevêque de Cologne.
Dix ans après son arrivée, une escadre britannique bombarde Bagamoyo et les Britanniques entreprennent l'occupation du pays. Ceux-ci, considérant Mgr Vogt comme Allemand malgré sa naissance alsacienne, lui font subir une série de vexations, de critiques et de calomnies qui vont durer une fois la paix revenue. Épuisé, l'évêque quitte son vicariat « pour congé » en France en décembre 1921... Il n'y reviendra jamais, puisque dès l'année suivante, il est envoyé comme administrateur apostolique au Cameroun. 
Mgr Vogt arrive au Cameroun le 22 octobre 1922 en remplacement du père Malessard décédé et des pères pallotins chassés par les troupes alliées. Quelques mois plus tard, en 1923, il est nommé vicaire apostolique au Cameroun. En 1931, le vicariat apostolique change de nom et Mgr Vogt devient le premier vicaire apostolique de Yaoundé.
Il est à l'origine de plusieurs initiatives. En 1926, il fonda les Frères de Saint-Joseph, la même année il obtint la rétrocession des biens laissés par les missionnaires allemands. Il ouvrit le grand séminaire Saint-Laurent de Mvolyé en 1927 et le 8 décembre 1935, il ordonna une partie de huit premiers prêtres camerounais.
En sa mémoire, une stèle a été érigée à Mvolyé au carrefour qui porte son nom, ainsi qu'un collège catholique à Yaoundé.